# Oberea shirakii
Oberea shirakii är en skalbaggsart som beskrevs av Hayashi 1963. Oberea shirakii ingår i släktet Oberea och familjen långhorningar. Inga underarter finns listade i Catalogue of Life.